# IEC 61000-4-13
IEC 61000-4-13 és una normativa internacional (creada per l'IEC) de compatibilitat electromagnètica que es refereix als requisits d'immunitat a pertorbacions produïdes per senyals de baixa freqüència d'harmònics i interharmònics. Aquesta norma vol simular el soroll elèctric produït pels harmònics a la xarxa elèctrica. És la part 4-13 de la norma IEC 61000 i la darrera versió es pot trobar aquí.

## Contingut
La norma IEC 61000-4-13 defineix els següents punts: 
- Generalitats.
- Entorn.
- Límits d'immunitat.
- Tècniques d'assaig i mesura.
- Guies d'instal·lació i d'atenuació.

## Nivells d'assaig d'harmònic
Nivells d'harmònic h en % de U1 (tensió nominal de la xarxa) : 
| h  | Classe 1 (% de U1) | Classe 2 (% de U1) | Classe 3 (% de U1) | Classe X (% de U1) |
| 5  | 4,5                | 9                  | 12                 | obert              |
| 7  | 4,5                | 7,5                | 10                 | obert              |
| 11 | 4,5                | 5                  | 7                  | obert              |
| 13 | 4                  | 4,5                | 7                  | obert              |
| 17 | 3                  | 3                  | 6                  | obert              |
| 19 | 2                  | 2                  | 6                  | obert              |
| 23 | 2                  | 2                  | 6                  | obert              |
| 25 | 2                  | 2                  | 6                  | obert              |
| 29 | 1,5                | 1,5                | 5                  | obert              |
| 31 | 1,5                | 1,5                | 3                  | obert              |
| 35 | 1,5                | 1,5                | 3                  | obert              |
| 37 | 1,5                | 1,5                | 3                  | obert              |

| h  | Classe 1 (% de U1) | Classe 2 (% de U1) | Classe 3 (% de U1) | Classe X (% de U1) |
| 3  | 4,5                | 8                  | 9                  | obert              |
| 9  | 2                  | 2,5                | 4                  | obert              |
| 15 | sense assaig       | sense assaig       | 3                  | obert              |
| 21 | sense assaig       | sense assaig       | 2                  | obert              |
| 27 | sense assaig       | sense assaig       | 2                  | obert              |
| 33 | sense assaig       | sense assaig       | 2                  | obert              |
| 39 | sense assaig       | sense assaig       | 2                  | obert              |

| h  | Classe 1 (% de U1) | Classe 2 (% de U1) | Classe 3 (% de U1) | Classe X (% de U1) |
| 3  | 4,5                | 8                  | 9                  | obert              |
| 9  | 2                  | 2,5                | 4                  | obert              |
| 15 | sense assaig       | sense assaig       | 3                  | obert              |
| 21 | sense assaig       | sense assaig       | 2                  | obert              |
| 27 | sense assaig       | sense assaig       | 2                  | obert              |
| 33 | sense assaig       | sense assaig       | 2                  | obert              |
| 39 | sense assaig       | sense assaig       | 2                  | obert              |

| h     | Classe 1 (% de U1) | Classe 2 (% de U1) | Classe 3 (% de U1) | Classe X (% de U1) |
| 2     | 3                  | 3                  | 5                  | obert              |
| 4     | 1,5                | 1,5                | 2                  | obert              |
| 6     | sense assaig       | sense assaig       | 1,5                | obert              |
| 8     | sense assaig       | sense assaig       | 1,5                | obert              |
| 10    | sense assaig       | sense assaig       | 1,5                | obert              |
| 12-40 | sense assaig       | sense assaig       | 1,5                | obert              |